# 일한학생회의
일한학생회의(일본어: 日韓学生会議)는 일본의 학생단체 중 하나이다. 약칭을 JKSC(Japan-Korea Student Conference)라고 한다.

## 역사
1985년 10월11일 일한 양국의 학생 유지 3명이 설립하였다. 다음 해에 일본에서 대회를 개최한 이래, 자매단체인 한일학생회의와 함께 매년 여름에 일본과 한국에서 상호적으로 하계교류대회를 개최해왔다.